# Wyścig zbrojeń
Wyścig zbrojeń – popularne określenie na wzajemne, dwustronne i spiralne (wzajemnie się rozkręcające) zbrojenia prowadzone przez wrogie sobie państwa, lub obozy polityczne z myślą o potencjalnym konflikcie zbrojnym.

## Wyścigi zbrojeń w XX wieku
Obecnie w powszechnym rozumieniu pojęcie to odnosi się do światowego wyścigu zbrojeń, jaki miał miejsce pomiędzy krajami NATO ze Stanami Zjednoczonymi na czele a ZSRR i Układem Warszawskim w czasie zimnej wojny w II połowie XX wieku. Podobne rywalizacje miały jednak miejsce wcześniej, począwszy od starożytności, np. między wojnami imperiów diadochów (IV–II p.n.e.), przed wybuchem I wojny światowej oraz w okresie 20-lecia międzywojennego.
Wyścig zbrojeń, a właściwie związane z nim wydatki, mogą mieć niszczące konsekwencje dla gospodarki krajów biorących w nim udział, jak stało się to z ZSRR. W 1922, wobec panującej recesji, pięć krajów, które wyszły zwycięsko z I wojny światowej, podpisało traktat waszyngtoński, który ograniczał kosztowne zbrojenia morskie.
W czasie zimnej wojny szczególnym polem rywalizacji tego wyścigu był toczony między Stanami Zjednoczonymi a ZSRR wyścig kosmiczny.

## Wyścig zbrojeń sztucznej inteligencji
Wojskowy wyścig zbrojeń sztucznej inteligencji nawiązuje do rywalizacji pomiędzy Stanami Zjednoczonymi i Chinami w celu osiągnięcia i utrzymania globalnego przywództwa, w którym rola sztucznej inteligencji jest uznawana za kluczową.